# Gerrhopilidae
Gerrhopilidae (лат.) — семейство змей из инфраотряда червеобразных змей. Распространены в Индии, Юго-Восточной Азии, Индонезии, Новой Гвинее и на Филиппинах. Имеют небольшие размеры. Отличаются наличием двух общих сонных артерий, зубов на предчелюстной кости, верхнечелюстными костями, ориентированными поперёк друг друга, наличием рудиментов тазового пояса в мускулатуре, отсутствием левого яйцевода у самок, полной или частичной редукцией левого лёгкого и многокамерным трахейным лёгким
Было выделено из семейства слепозмеек в 2010 году как отдельное семейство, включающее один род. В 2014 году к нему отнесли род Cathetorhinus, восстановленный из синонимов Ramphotyphlops. На февраль 2024 года включает 29 видов, объединяемых в два рода:
- Cathetorhinus Duméril & Bibron, 1844
- Gerrhopilus Fitzinger, 1843typus